# Роренфелс
Роренфелс (њем. Rohrenfels) општина је у њемачкој савезној држави Баварска. Једно је од 18 општинских средишта округа Нојбург-Шробенхаузен. Према процјени из 2010. у општини је живјело 1.505 становника. Посједује регионалну шифру (AGS) 9185157.

## Географски и демографски подаци
Роренфелс се налази у савезној држави Баварска у округу Нојбург-Шробенхаузен. Општина се налази на надморској висини од 390 метара. Површина општине износи 17,5 km². У самом мјесту је, према процјени из 2010. године, живјело 1.505 становника. Просјечна густина становништва износи 86 становника/km².